# Andrzej Mokronowski

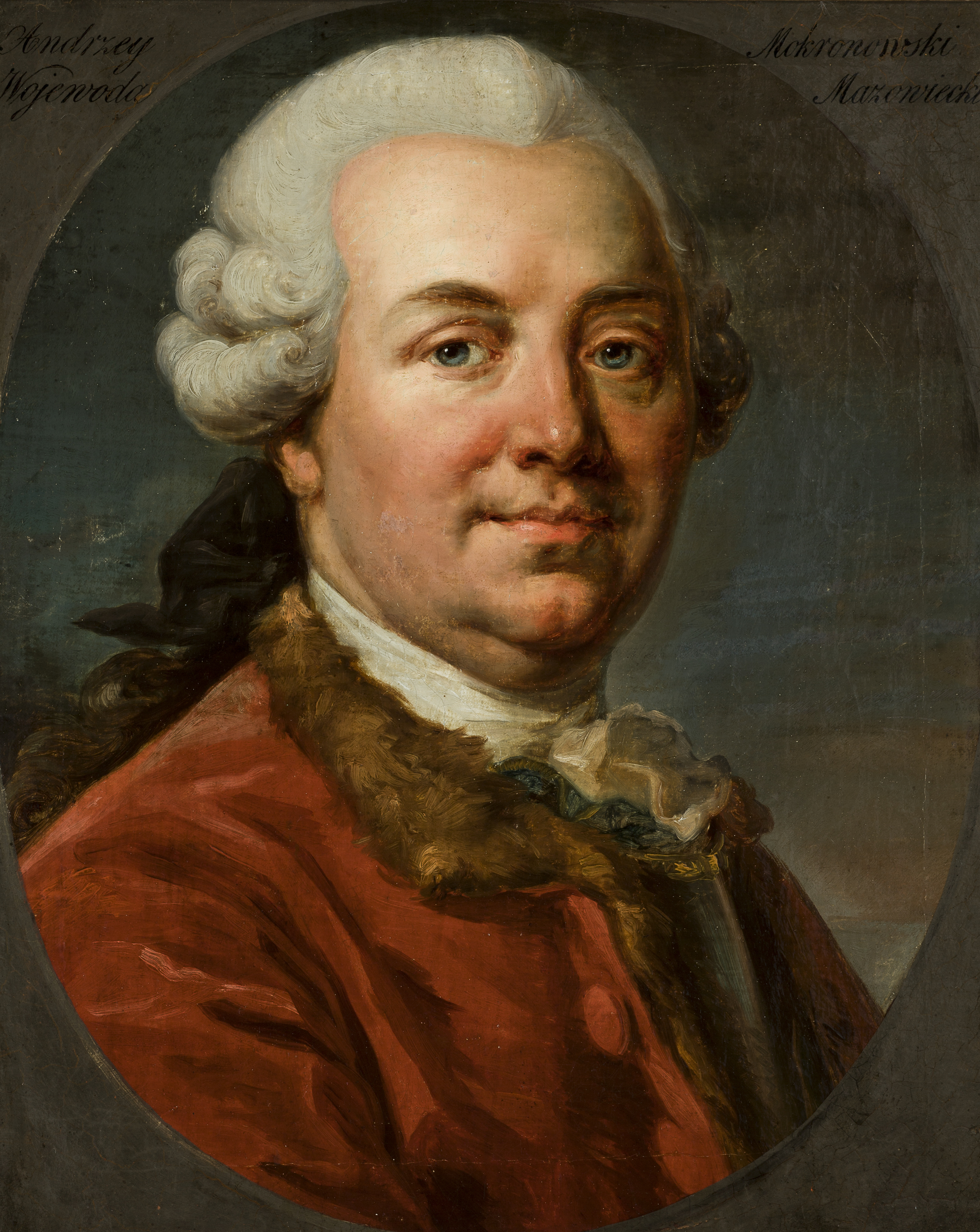
Gemälde eines unbekannten Malers

Andrzej Mokronowski (* 1713 in Warschau, Polen-Litauen; † 1784 ebenda) war ein polnischer Politiker und Militär sowie Schriftsteller der Aufklärung. Seine Familie gehörte zur Wappengemeinschaft Bogoria, er war einer der ersten Freimaurer in Polen-Litauen.

## Leben
Mokronowski stammte aus masowischem Adel. Er diente als Major unter Stanislaus I. Leszczyński. Nach dem Sturz Leszczyńskis ging er mit diesem nach Frankreich und diente dort unter anderem unter Charles Louis Auguste Fouquet de Belle-Isle. Nach acht Jahren in Frankreich trat er in das polnische Heer ein und verband sich politisch mit der Hetmanen-Partei. In Warschau gründete er 1744 die erste Freimaurerloge Drei Brüder. Im Polnischen Bürgerkrieg von 1764 stellte er sich gegen den neugewählten polnisch-litauischen König Stanislaus II. August Poniatowski, worauf er nach Berlin fliehen musste. 1768 söhnte er sich mit diesem aus und kehrte nach Polen-Litauen zurück. 1776 stieg er zum Sejm-Marschall auf. 1780 trat er der Kommission der Guten Ordnung bei und wurde 1781 Woiwode von Masowien. 1782 trat er dem Ständigen Rat bei und war dort ab 1783 im Außenministerium tätig. 1784 war er Großmeister der Loge Grand Orient du Royaume de Pologne et du Grand Duché de Lithuanie. Er war mit Izabella Poniatowska, der Schwester des Königs verheiratet. Mokronowski war Träger des Ordens des Weißen Adlers und des Sankt-Stanislaus-Ordens. Er nahm regelmäßig an den Donnerstagmittagessen am Hof von Stanislaus II. August Poniatowski teil, wo er seine Lyrik vortrug. Er wurde in der Verklärung-Christi-Kirche in Warschau beigesetzt.